# Haludbani
Haludbani é uma vila no distrito de Purbi Singhbhum, no estado indiano de Jharkhand.

## Demografia
Segundo o censo de 2001, Haludbani tinha uma população de 19 933 habitantes. Os indivíduos do sexo masculino constituem 51% da população e os do sexo feminino 49%. Haludbani tem uma taxa de literacia de 71%, superior à média nacional de 59,5%: a literacia no sexo masculino é de 78% e no sexo feminino é de 62%. Em Haludbani, 12% da população está abaixo dos 6 anos de idade.